# Coupe du Liechtenstein de football 1990-1991
Navigation
Édition précédente Édition suivante
La coupe du Liechtenstein 1990-1991 de football est la 46e édition de la Coupe nationale de football, la seule compétition nationale du pays en l'absence de championnat.
La finale est disputée à Triesen, le 9 mai 1991, entre le FC Balzers et le FC Vaduz. 
Le FC Balzers remporte le trophée en battant le FC Vaduz. Il s'agit du 9e titre de l'histoire du club dans la compétition.

## 1ertour
| Équipe 1             | Résultat | Équipe 2          |
| -------------------- | -------- | ----------------- |
| FC Vaduz II          | 1 - 2    | USV Eschen/Mauren |
| FC Triesen II        | 2 - 5    | FC Schaan         |
| FC Schaan II         | 0 - 9    | FC Balzers        |
| USV Eschen/Mauren II | 2 - 4    | FC Triesen        |
| FC Triesenberg II    | 1 - 7    | FC Ruggell II     |
| FC Balzers II        | 1 - 3    | FC Vaduz          |
| FC Schaan Azzurri    | 7 - 3    | FC Triesenberg    |
| FC Triesen Español   | 2 - 3    | FC Ruggell        |

## Quarts de finale
| Équipe 1          | Résultat | Équipe 2          |
| ----------------- | -------- | ----------------- |
| FC Schaan Azzurri | 2 - 8    | FC Balzers        |
| FC Ruggell        | 0 - 8    | USV Eschen/Mauren |
| FC Schaan         | 0 - 1    | FC Vaduz          |
| FC Ruggell II     | 0 - 5    | FC Triesen        |

## Demi-finales
| Équipe 1   | Résultat | Équipe 2          |
| ---------- | -------- | ----------------- |
| FC Triesen | 1 - 2    | FC Balzers        |
| FC Vaduz   | 2 - 0    | USV Eschen/Mauren |

## Finale
| 9 mai 1991 | FC Balzers | 2 - 1 | FC Vaduz | Triesen |  |
|            |            |       |          |         |  |